# Margaret Wake

Stemma di Margaret Wake.

Margeret Wake (1297 – 29 settembre 1349) fu la terza baronessa di Wake Liddell.

## Biografia
Era la figlia di John Wake, primo Barone di Wake Liddell , e Joanna de Fiennes.
Venne data in sposa intorno al 1312 a John Comyn (c. 1294-1314), figlio di John III Comyn, Signore di Badenoch. Diede al marito un figlio:
- Aymer Comyn (1314-1316) morto bambino.

John morì nella Battaglia di Bannockburn nel 1314.
Successivamente Margaret si risposò con Edmondo Plantageneto, I conte di Kent. Ricevettero la dispensa papale nel mese di ottobre 1325 e probabilmente il matrimonio ebbe luogo a Natale.
Margaret rimase di nuovo vedova nel 1330 in quanto suo marito venne accusato di tradimento e giustiziato mentre era incinta del quarto figlio, che nacque qualche settimana dopo l'esecuzione.
Dal secondo matrimonio nacquero:
- Edmondo(1326- prima del 1331), secondo conte di Kent
- Margherita (1327-1352)
- Giovanna di Kent (1328-1385) che sposò Edoardo il Principe Nero
- Giovanni (1330-1352), terzo conte di Kent.

Dopo la morte del marito insieme ai figli venne confinata nel castello di Salisbury. Anche suo fratello Thomas Wake, II Barone di Wake Liddell venne accusato di tradimento ma alla fine fu graziato.
Quando il re Edoardo III d'Inghilterra salì al trono, prese con sé a corte Margaret e i figli. Nel 1349 prese il titolo di baronessa di Wake Liddell ma morì quello stesso anno in seguito all'epidemia di peste.